# Імені І.С.Шеверняєва
І́мені І.С.Шеверня́єва — пасажирський залізничний зупинний пункт Одеської дирекції Одеської залізниці на лінії Колосівка — Чорноморська.
Розташований у селі Травневе, Березівський район Одеської області між станціями Колосівка (6 км) та Березівка (9 км).
На платформі зупиняються приміські поїзди.